# Hope Lange
Hope Lange (Redding Ridge, Connecticut, Estats Units, 28 de novembre de 1933 - Santa Monica, Califòrnia, Estats Units, 19 de desembre de 2003) va ser una actriu estatunidenca.

## Biografia[1]
Hope Elise Ross Lange va néixer a Redding, Connecticut el 1933; la seva mare, va ser la tercera de quatre germans de la família construïda per Minerva Buddecke que era actriu i el seu pare John George Lange, músic d'orquestra simfònica. La seva família es va traslladar a Nova York i van obrir un restaurant de cert renom.
Hope va començar amb 9 anys en participacions menors en teatre i després va estudiar dansa mentre assistia a l'alta escola.
Va treballar ocasionalment com a model adolescent publicitària i als 15 anys, gràcies a una aparició a la portada d'una revista d'electrònica es va fer conèixer en una fututista publicitat d'una ràdio portàtil el juny de 1949.

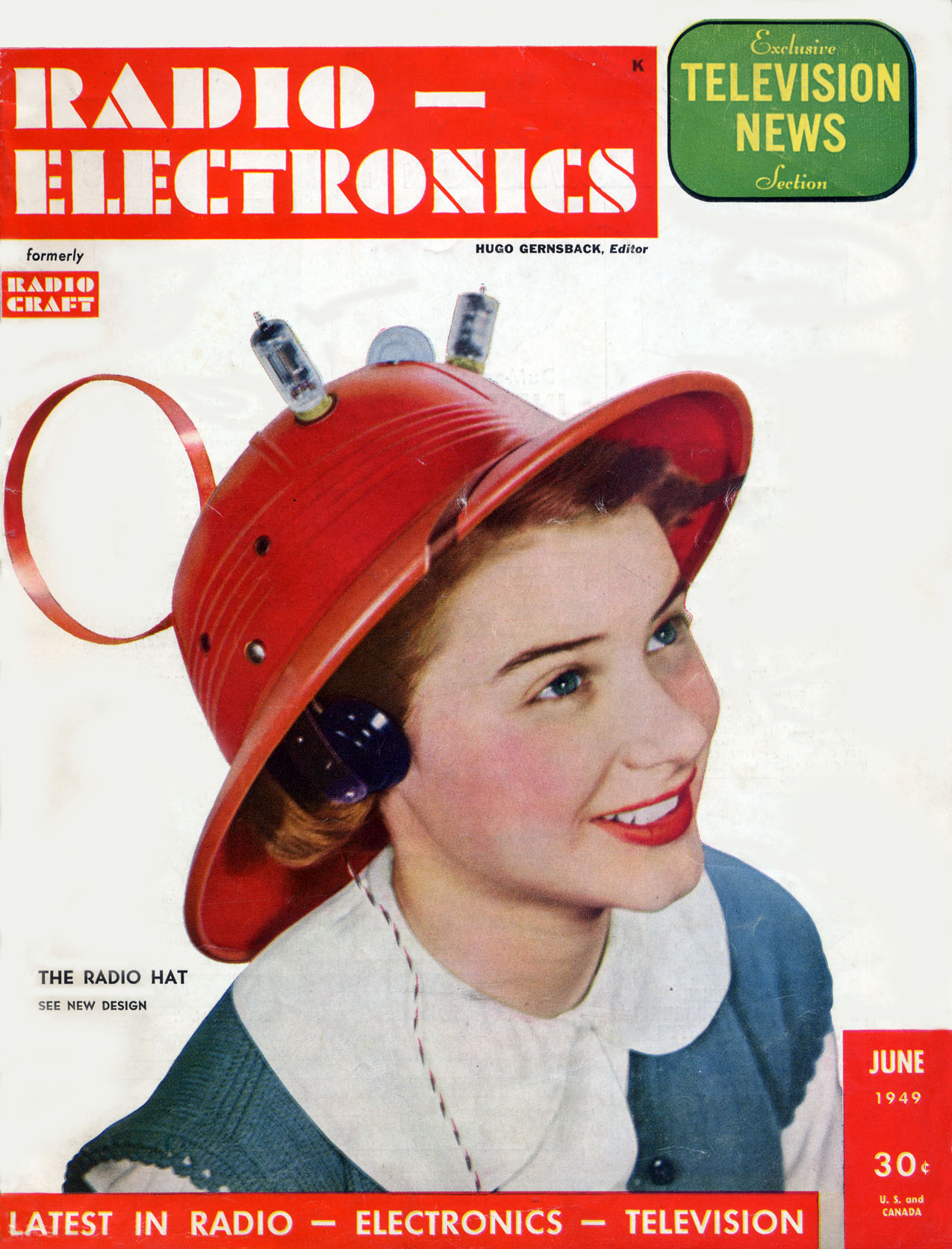
Portada de la revista Radio Electronics de juny de 1949 amb Hope Lange com a model

 Va cursar els seus estudis superiors a Barmore Junior College on va conèixer l'actor Don Murray i després va ingressar a la televisió el 1950 realitzant aparicions en el Kraft Television Theatre, en una d'elles va cridar l'atenció d'un productor de Hollywod que la va convidar com a actriu secundària a Bus Stop al costat de Marilyn Monroe i Don Murray i en La veritable història de Jesse James (1956), aconseguint una bona recepció dels crítics i un contracte amb la 20th Century Fox.
El 1956, va contreure matrimoni amb Don Murray.
El 1957, realitza una memorable actuació al film Peyton Place que li va significar un Globus d'Or i després un Premi de l'Acadèmia com a millor actriu secundària i un salt inesperat a la fama.
El 1961, roda al costat d'Elvis Presley Wild in the Country i seguidament Pocketful of Miracles al costat de Bette Davis i Glenn Ford, i després al costat del mateix actor actua a Love Is a Ball .
L'estrella de Lange decau a mitjans dels 60 en casar-se amb el productor Alan J. Pakula i en la dècada dels 70, apareix només en dues produccions.
Lange llavors fa incursions en sèries de televisió amb escàs èxit; però la seva participació com la reconeixible senyora Carolyn Muir en la sèrie El fantasma i la senyora Muir emesa enre 1968 i 1972 torna a donar empentes a la seva carrera i obté fama al costat de Edward Mulhare i reconeixement guanyant un premi Emmy per dos anys (1969-1970) consecutius com a millor actriu secundària de televisió.
Lange apareix a moltes produccions televisives realitzant un total de 12 pel·lícules per a la televisió entre la dècada dels 70 i mitjans dels 80 i fa incursions en el cinema intercaladament apareixent a 6 produccions. Lange es va retirar de l'actuació a partir de 1998 sent el seu últim paper com Helen Rawlings a la producció televisiva Before He Wakes.
Hope Lange va morir el 19 de desembre de 2003 als seus 70 anys a conseqüència d'una colitis isquèmica a Santa Mónica, Califòrnia. Li van sobreviure dos fills del seu primer matrimoni amb Don Murray.

### Vida personal
Hope Lange va conèixer a Don Murray mentre estudiava en el Barmore Junior College i van contreure matrimoni el 1956, d'aquest matrimoni van néixer els seus dos únics fills. El 1961, mentre rodava Un gánster per a un miracle es va enamorar de Glenn Ford, va abandonar Murray i va mantenir un idil·li de gairebé dos anys amb l'actor però sense arribar al matrimoni.
El juliol de 1963 va contreure matrimoni amb el productor Alan J. Pakula i es van divorciar el 1971. El 1972, manté relacions amb Frank Sinatra i després amb John Cheever sense arribar al compromís marital. El 1983 contreu matrimoni amb el productor Charles Hollerith qui el va acompanyar fins al moment de la seva defunció.

## Filmografia[5]
- 1956: Bus Stop: Elma Duckworth
- 1957: The True story of Jesse James: Zee
- 1957: Peyton Place: Selena Cross
- 1958: El ball dels maleïts (The Young Lions): Hope Plowman
- 1958: In Love and War: Andrea Lenaine
- 1959: The Best of Everything: Caroline Bender
- 1961: Wild in the Country: Irene Sperry
- 1961: Un gàngster per a un miracle (Pocketful of Miracles): Elizabeth "Queenie" Martin
- 1962: Cyrano de Bergerac (TV): Roxane
- 1963: Love Is a Ball: Millicent 'Millie' Mehaffey
- 1968: Jigsaw: Helen Atterbury
- 1970: Crowhaven Farm (TV): Maggie Porter
- 1972: That Certain Summer (TV): Janet Salter
- 1973: The 500 Pound Jerk (TV): Karen Walsh
- 1974: I Love You, Goodbye (TV): Karen Chandler
- 1974: Death Wish: Joanna Kersey
- 1975: The Secret Night Caller (TV): Pat Durant
- 1977: The Love Boat II (TV): Elaine Palmer
- 1979: Like Normal People (TV): Roz Meyers
- 1980: The Day Christ Died (TV): Claudia
- 1980: Beulah Land (fulletó TV): Deborah Kendrick
- 1980: Pleasure Palace (TV): Madelaine Calvert
- 1983: The Prodigal: Anne Stuart
- 1983: I Am the Cheese: Elizabeth Farmer / Louise Nolan
- 1984: Finder of Lost Loves (TV): Catherine Smith
- 1985: Private Sessions (TV): Mrs. Coles
- 1985: A Nightmare on Elm Street Part 2: Freddy's Revenge: Cheryl Walsh
- 1986: Blue Velvet: Mrs. Williams
- 1987: Ford: The Man and the Machine (TV): Clara Ford
- 1989: Knight & Daye (sèrie TV): Gloria Daye
- 1990: Tune in Tomorrow...: Margaret Quince
- 1993: Dead Before Dawn (TV): Virginia DeSilva
- 1993: Cooperstown (TV): Cassie Willette
- 1993: Message from Nam (TV): Marjorie Wilson
- 1994: Clear and Present Danger: Senador Mayo
- 1995: Just Cause: Libby Prentiss
- 1998: Before He Wakes (TV): Helen

## Premis i nominacions

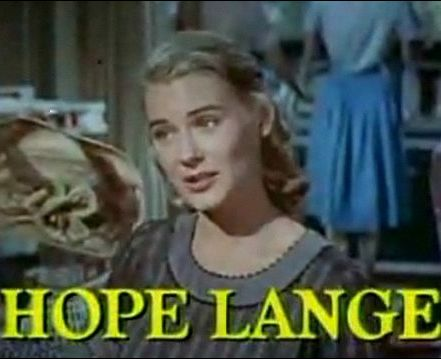
Peyton Place

### Premis
- 1969: Primetime Emmy a la millor actriu en sèrie còmica per The Ghost & Mrs. Muir
- 1970: Primetime Emmy a la millor actriu en sèrie còmica per The Ghost & Mrs. Muir

### Nominacions
- 1958: Oscar a la millor actriu secundària per Peyton Place
- 1958: Globus d'Or a la millor actriu secundària per Peyton Place
- 1973: Primetime Emmy a la millor actriu en sèrie per That Certain Summer